# Derian Hatcher
Derian Hatcher (4. června 1972, Sterling Heights, USA) je bývalý americký hokejista, naposledy hráč týmu Philadelphia Flyers.

## Kariéra
Ve své kariéře hrál v NHL tento obránce dosud za týmy Philadelphia Flyers (05-08), Detroit Red Wings (03-04), Dallas Stars (93-03) a Minnesota North Stars (91-93). Draftovaný byl roku 1990 jako 1. volba týmu Minnesota North Stars a celkově jako 8. Celkem si připsal v základní části NHL v 1045 zápasech 331 bodů za 80 gólů a 251 asistencí. V playoff zaznamenal v 133 zápasech 33 bodů za 7 gól a 26 asistencí. Byl také kapitánem Dallas Stars (1995-2003) a Philadelphia Flyers (05-06).
Po ukončení aktivní kariéry působil jako trenér mládeže ve Philadelphii Flyers. V únoru 2015 zakoupil se svým obchodním partnerem Davidem Legwandem hokejový klub Sarnia Sting, který působí v prestižní zámořské juniorské soutěži Ontario Hockey League. V klubu zastává nejen funkci majitele, ale zároveň je i hlavním trenérem.

## Ocenění a úspěchy
- 1997 NHL – All-Star Game
- 2003 NHL – Druhý All-Star Team
- 2011 Americká hokejová síň slávy

## Prvenství
- Debut v NHL – 10. října 1991 (Minnesota North Stars proti Quebec Nordiques)
- První gól v NHL – 12. října 1991 (Minnesota North Stars proti Detroit Red Wings, kanadskému brankáři Tim Cheveldae)
- První asistence v NHL – 2. listopadu 1991 (Minnesota North Stars proti Chicago Blackhawks)

## Klubové statistiky
| Sezóna       | Klub                  | Soutěž       |      | Základní část | Základní část | Základní část | Základní část | Základní část |   | Play off | Play off | Play off | Play off | Play off |
| Sezóna       | Klub                  | Soutěž       | Z    | G             | A             | B             | TM            | Z             | G | A        | B        | TM       |          |          |
| 1989–90      | North Bay Centennials | OHL          | 64   | 14            | 38            | 52            | 45            | 5             | 2 | 3        | 5        | 8        |          |          |
| 1990–91      | North Bay Centennials | OHL          | 64   | 13            | 50            | 63            | 163           | 10            | 2 | 10       | 12       | 28       |          |          |
| 1991–92      | Minnesota North Stars | NHL          | 43   | 7             | 5             | 12            | 88            | 5             | 0 | 2        | 2        | 8        |          |          |
| 1991–92      | Kalamazoo Wings       | IHL          | 2    | 1             | 2             | 3             | 21            | —             | — | —        | —        | —        |          |          |
| 1992–93      | Minnesota North Stars | NHL          | 67   | 4             | 15            | 19            | 178           | —             | — | —        | —        | —        |          |          |
| 1993–94      | Dallas Stars          | NHL          | 83   | 12            | 19            | 31            | 211           | 9             | 0 | 2        | 2        | 14       |          |          |
| 1994–95      | Dallas Stars          | NHL          | 43   | 5             | 11            | 16            | 105           | —             | — | —        | —        | —        |          |          |
| 1995–96      | Dallas Stars          | NHL          | 79   | 8             | 23            | 31            | 129           | —             | — | —        | —        | —        |          |          |
| 1996–97      | Dallas Stars          | NHL          | 63   | 3             | 19            | 22            | 97            | 7             | 0 | 2        | 2        | 20       |          |          |
| 1997–98      | Dallas Stars          | NHL          | 70   | 6             | 25            | 31            | 132           | 17            | 3 | 3        | 6        | 39       |          |          |
| 1998–99      | Dallas Stars          | NHL          | 80   | 9             | 21            | 30            | 102           | 18            | 1 | 6        | 7        | 24       |          |          |
| 1999–00      | Dallas Stars          | NHL          | 57   | 2             | 22            | 24            | 68            | 23            | 1 | 3        | 4        | 29       |          |          |
| 2000–01      | Dallas Stars          | NHL          | 80   | 2             | 21            | 23            | 77            | 10            | 0 | 1        | 1        | 16       |          |          |
| 2001–02      | Dallas Stars          | NHL          | 80   | 4             | 21            | 25            | 87            | —             | — | —        | —        | —        |          |          |
| 2002–03      | Dallas Stars          | NHL          | 82   | 8             | 22            | 30            | 106           | 11            | 1 | 2        | 3        | 33       |          |          |
| 2003–04      | Detroit Red Wings     | NHL          | 15   | 0             | 4             | 4             | 8             | 12            | 0 | 1        | 1        | 15       |          |          |
| 2004–05      | Motor City Mechanics  | UHL          | 24   | 5             | 12            | 17            | 27            | —             | — | —        | —        | —        |          |          |
| 2005–06      | Philadelphia Flyers   | NHL          | 77   | 4             | 13            | 17            | 93            | 6             | 0 | 2        | 2        | 10       |          |          |
| 2006–07      | Philadelphia Flyers   | NHL          | 82   | 3             | 6             | 9             | 67            | —             | — | —        | —        | —        |          |          |
| 2007–08      | Philadelphia Flyers   | NHL          | 44   | 2             | 5             | 7             | 33            | 15            | 1 | 2        | 3        | 40       |          |          |
| Celkem v NHL | Celkem v NHL          | Celkem v NHL | 1045 | 80            | 251           | 331           | 1581          | 133           | 7 | 26       | 33       | 248      |          |          |
| Celkem v OHL | Celkem v OHL          | Celkem v OHL | 128  | 27            | 88            | 115           | 208           | 15            | 4 | 13       | 17       | 36       |          |          |

## Reprezentace
| Rok                       | Tým                       | Soutěž                    | Z  | G | A | B | TM |
| ------------------------- | ------------------------- | ------------------------- | -- | - | - | - | -- |
| 1993                      | USA                       | MS                        | 6  | 1 | 2 | 3 | 8  |
| 1996                      | USA                       | SP                        | 6  | 3 | 2 | 5 | 10 |
| 1998                      | USA                       | OH                        | 4  | 0 | 0 | 0 | 0  |
| 2002                      | USA                       | MS                        | 7  | 0 | 1 | 1 | 0  |
| 2006                      | USA                       | OH                        | 6  | 0 | 0 | 0 | 12 |
| Seniorská kariéra celkově | Seniorská kariéra celkově | Seniorská kariéra celkově | 29 | 4 | 5 | 9 | 30 |